# Stilobezzia palpalis
Stilobezzia palpalis är en tvåvingeart som beskrevs av Tokunaga 1963. Stilobezzia palpalis ingår i släktet Stilobezzia och familjen svidknott. Inga underarter finns listade i Catalogue of Life.